# .by
.by – domena internetowa przypisana dla stron internetowych z Białorusi. Została utworzona 10 maja 1994. Zarządza nią Belaruskija chmarnyja technolohii (biał. Беларускія хмарныя тэхналогіі, ang. Belarusian Cloud Technologies LLC).